# 梅爾伍德 (阿肯色州)
梅爾伍德（英語：Mellwood）是位於美國阿肯色州菲利普斯縣的一個非建制地區。該地的面積和人口皆未知。

## 地理
梅爾伍德的座標為34°13′11″N 90°57′01″W / 34.21972°N 90.95028°W，而該地的平均海拔高度為49米（即161英尺）。